# 飯塚高史
飯塚 高史（いいづか たかし、本名および旧リングネーム：飯塚 孝之（いいづか たかゆき）、1966年8月2日 - ）は、日本の元男性プロレスラー。北海道・室蘭市出身。血液型B型。最終所属は新日本プロレス。

## 来歴
北海道室蘭東高等学校時代はバスケットボール部に所属。当時のニックネームは「ハルク」だった。1985年5月、新日本プロレスに入門。1986年11月2日、野上彰（現：AKIRA）戦にてデビュー。若手時代の1989年、馳浩と共に行ったグルジアでのサンボ修行により、グラウンドレスリングの高度な技術を習得、道場ではコーチを務めた時期もある。また、その技術を買われてパンクラスのリングにて鈴木みのると「キャッチレスリング」（打撃無しルール）で対戦している。
海外遠征からの帰国時、リング上にて闘魂三銃士・馳・佐々木健介の5名にシングル戦を要求するマイクパフォーマンスを行い、エル・サムライ、野上彰との3名で「新世代闘魂トリオ」という形で売り出された。しかし上記の要求は実現されず、飯塚の地味な性格もあいまってトップ戦線に分け入ることができなかった。なお健介は、のちのプロレス雑誌における飯塚との対談にて、シングル戦要求に応えなかった理由を、「同い年の同年デビューなのに、短期サンボ修行、長州力と組んでのIWGPタッグ王座戴冠、ドラゴンボンバーズ、お膳立ての整った海外武者修行という、エリートコースに乗った流れが気に食わなかったから」と述べている。
その後、野上との「J・J・JACKS」、山崎一夫・永田裕志・木戸修との「山崎隊」などユニットとしてだが、与えられたチャンスを生かせず「隠れた実力派」と称される中堅選手の位置に甘んじていた。
1999年1月4日、東京ドームでの小川直也対橋本真也戦における試合後のリング内外で起こった乱闘にて、小川のセコンドだった村上和成に対し一時昏睡状態に陥るほどのダメージを負わせた張本人とされる（これが原因で、村上は一時執拗に飯塚の首を狙っていた）。
2000年1月4日、橋本とのタッグで小川・村上組と対決。橋本を馬乗りパンチで攻める小川をドロップキックで駆逐するなど大活躍し、最後はスリーパーホールドで村上をKOした。この一戦をきっかけに一躍大ブレイクし、決め技となったスリーパーは飯塚の代名詞となった。4月7日にはシングルでも村上からスリーパーで勝利。7月20日には健介の持つIWGPヘビー級王座に挑戦。敗れはしたが、その後のG1 CLIMAXにて永田と大会中ベストバウトと呼ばれる試合を展開。G1 TAG LEAGUEでは永田と組んで初優勝と、同年は飯塚にとって非常に実りの多い年となった。
しかし、2001年に長井満也との試合で首を負傷し長期欠場を余儀なくされる。
その後しばらくは、トップ戦線との関わりがなくなってしまう。2008年、復帰してG・B・H勢から袋だたきに遭った天山広吉を助け、タッグ共闘を持ちかけた。当初は冷たくあしらわれたが、G・B・Hの椅子攻撃から身をていして天山を守るなど捨て身の救助を行ったことで友情タッグ結成に至った。

### ヒール転向

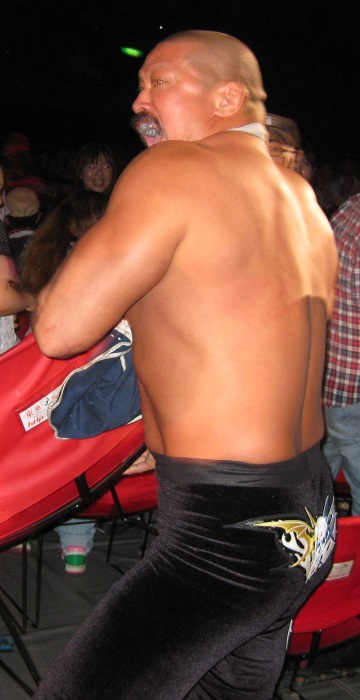
観客席を徘徊する飯塚。

2008年4月27日、天山との同タッグで真壁刀義、矢野通組が保持するIWGPタッグ王座に挑戦。ところが、試合終盤に飯塚が突如天山をスリーパーホールドで締め上げ、真壁・矢野の王者組をアシスト。試合後のリング上でもG・B・H勢とともに天山を痛めつけ、自らヒール転向を宣言しG・B・H入りを果たす。5月2日の天山戦ではスキンヘッドとなり登場した。また、同時期から飯塚の代名詞とも言われる「アイアン・フィンガー・フロム・ヘル」を使用し、当初は全く口をきかないギミックでその不気味さを際立たせた。稀に話す機会もあったが、いつしか会話もままならず入場時には観客席を破壊する狂乱ぶりを発揮している。
飯塚はのちのインタビューにて「善良だったころの飯塚高史の魂は等々力渓谷のほこらに封印したんだよ」と語っている。
7月8日、天山とランバージャック・デスマッチで対戦。アナコンダバイスで敗北したが飯塚はその後のシリーズにおいても幾度となく天山を襲撃した。10月13日の両国大会ではチェーン・デスマッチで天山と激突、最後はチェーンで天山の首を締め上げレフェリーストップ勝ちを収めた。
2009年3月開催のNEW JAPAN CUPにて遺恨が芽生えた青義軍の永田に標的を変更。4月5日のチェーン・デスマッチではレフェリーストップで永田から勝利を収めた。また、23日よりG・B・Hから離脱し新ユニットである「CHAOS」の一員となった。
5月3日、レスリングどんたくでドッグカラー・チェーン・デスマッチ（首輪で繋がれたチェーン・デスマッチ）ルールで再び永田と対戦。ロープに絡まり動けなくなったところに顔面蹴りを喰らい失神KO負けを喫した。その後は網膜剥離から復帰を果たした天山を再度付け狙い、7月20日にチェーン・デスマッチで天山と対戦するも返り討ちに遭う。8月にはG1 CLIMAXに出場するも反則負けを繰り返し、G1史上反則決着が最多だった年の立役者の一人となった。
9月シリーズでは真壁からピンフォール勝ちを3度も取られる屈辱を味わう。9月27日、メインイベント終了後に真壁を襲撃し両者に因縁が芽生えた。さらに11月1日の全試合終了後、菅林直樹社長の接待で車に乗り込んだ真壁に対し、飯塚は持参したバットでテロを引き起こした 。11月8日、チェーン・デスマッチとして試合が組まれKO負けするが、その後も真壁への襲撃を繰り返す。12月5日、再び真壁とチェーン・デスマッチで激突するもレフェリーストップを食らい、デスマッチ4連敗を喫した。
2010年8月、入場中の観客席で暴れ回り、実況席にいたテレビ朝日のアナウンサーである野上慎平を襲撃した（詳細については、「テレビ朝日・野上慎平との抗争」を参照されたい）。以降も野上が実況担当の日は襲撃するようになる。
2011年8月27日、東日本大震災復興支援チャリティープロレスALL TOGETHERのセミファイナルに出場、矢野と組み武藤敬司・小橋建太組と対戦。小橋のムーンサルトプレスでピンフォール負けとなるが、のちに開催されたプロレス大賞で同試合が2011年度年間最優秀試合賞を受賞した。
2012年3月、矢野と共にテンコジ（天山広吉、小島聡組）を襲撃し、同タッグチームの保持するIWGPタッグ王座を強奪。5月3日、福岡大会にて同王座を賭けたタイトルマッチで対戦した。試合終盤、天山の持参した手錠を逆に利用し鉄柵に固定させ、孤立した小島を矢野がピンフォール勝ちを収めて第59代王者に就いた。しかし、目に余る暴挙が後を絶たなかったためか王座を剥奪されてしまう。7月22日、KIZUNA ROAD最終戦にてタッグ王者決定戦としてテンコジと対戦、小島のラリアットで敗戦した。
2014年5月25日、横浜アリーナ大会にてタッグパートナーである矢野に椅子攻撃、アイアンフィンガーを食らわせCHAOSから離脱、対戦相手だった鈴木みのる率いる「鈴木軍」へ電撃加入した。

### 引退
2019年1月7日、東京ドーム大会の2夜明け会見場にて菅林直樹会長より、飯塚の引退および、2月21日の後楽園ホール大会にて引退興行を開催する旨が発表された。プロレスライターである堀江ガンツは「ファンにとっても寝耳に水」「未だに若手に負けていない」と引退を惜しんだ。
2月2日、札幌・北海道立総合体育センターでのTHE NEW BEGINNING in SAPPOROにて引退発表後初の試合が組まれた。対戦相手の天山が友情タッグを復活させるべく飯塚にマイクで呼びかけるも、これを無視（あるいは拒絶）した飯塚は天山を攻撃。最後は椅子攻撃により飯塚の反則負けとなる。さらに試合後のリング上で天山にアイアンフィンガーを放った。翌3日、天山は再び飯塚の説得を試みるも前日と同じ結果となり、最後はレフェリーの目の前で天山にアイアンフィンガーを見舞って反則負けとなった。また、同日の内藤哲也とタイチによるIWGPインターコンチネンタル選手権試合にて、飯塚は入場中の内藤を襲撃しタイトルマッチを無効試合寸前に追い込んだ。
11日のTHE NEW BEGINNING in OSAKAの第一試合は飯塚にとって引退興行前最後の試合となった。天山は2人のサインが入った友情タッグTシャツを着用し飯塚を説得。試合終盤、天山への椅子攻撃を試みた鈴木を飯塚が止めるような行動を起こし、鈴木から椅子を取り上げる場面があったが、結局はその椅子で飯塚が天山をめった打ちにして反則負けとなった。試合終了後には天山にアイアンフィンガーを放ち、上述の友情Tシャツを鈴木と2人掛かりで破り捨てた。これにより、天山による「引退試合までに飯塚を更生させる」一連の試みは失敗に終わり、怨念坊主のまま飯塚は引退試合を迎えることとなる。
21日、飯塚の引退試合となるオカダ・カズチカ&天山&矢野VS飯塚&鈴木&タイチ戦が行われた。試合開始前の天山による敬語口調の説得もむなしく、序盤は場外乱闘や噛み付きといった相変わらずの試合展開となる。試合中盤にはオカダのレインメーカーを回避してビクトル式膝十字固めを決める場面や、天山をスリーパーホールドで落としかけるシーンも見られ、場内からは大きな飯塚コールが沸き起こった。試合終盤にアイアンフィンガーを試みた際、天山の説得でためらった隙をつかれ矢野の急所攻撃、オカダのツームストン・パイルドライバー、天山のダイビングヘッドバッドの連携を受け、最後は天山が飯塚の体に友情Tシャツを被せたままムーンサルトプレスを放ちピンフォール負けとなった。
試合終了後、天山による最後の説得に頭を抱えながら錯乱する飯塚へ天山が握手を求めると、飯塚はこれに応じた。ところがその直後、飯塚と抱擁しようとする天山の頭部へ噛みつき、場外から持ち込んだパイプ椅子でめった打ちにする。さらにリング上へ駆けつけた鈴木軍のメンバー全員が見守るなか飯塚は天山にアイアンフィンガーを放つ。リング上にアイアンフィンガーを残したまま暴れて退場しようとする飯塚にタイチがマイクで呼び止めるも、無反応の飯塚は場内をしばらく徘徊して退場した。その様子を見た鈴木は強引に引退の10カウントゴングを鳴らし、リングアナウンサーの阿部誠に飯塚の選手コールを促した。リング上のアイアンフィンガーはタイチによって回収されている。場内からは観客による飯塚コールが続いたが飯塚は現れなかった。阿部によって飯塚のコールが再度行われ本興行の終了がアナウンスされた。

### 引退後の活動
引退直前のキャラクターで引き続き活動している。2019年12月31日、イベント「第3回 ももいろ歌合戦」に乱入。ももいろクローバーZ (以下ももクロ) のメンバーにジャイアントスイング、アルゼンチンバックブリーカーをかけている。
2020年8月2日、ももクロのオンラインライブ「ももクロ夏のバカ騒ぎ2020 配信先からこんにちは」へ乱入し、会場となったプールで同メンバーを襲撃した。
2022年2月、イベント「シンニチイズム」の煽りVとして、Youtubeの動画2本に登場。
2022年4月1日、聖帝タイチのゲーム実況チャンネルとスマートフォン向けゲームアプリ『新日本プロレスSTRONG SPIRITS』のエイプリルフールコラボ動画に登場。
2022年10月、『新日本プロレス50周年記念 リアル聖帝ツアー2022 in佐賀県唐津市』におけるツアー最終日の目玉として登場し、ファンを大いに湧かせた。
2022年12月23日、同年をもって解散となる鈴木軍の最終試合となった後楽園大会終了後に客席から飯塚がサプライズ登場した。鈴木に捕まるかたちでメンバー全員と記念撮影したあとアイアンフィンガーを強奪し去っていった。
2024年1月4日、WRESTLE KINGDOM 18での第0試合KOPW2024進出権ニュージャパンランボーおよび、9月14日の登別大会第2試合・登別ランボーに登場。

## 野上慎平との抗争
2010年8月8日、G1クライマックスにおけるスペシャルタッグマッチの実況席にいた野上を襲撃したことがきっかけである。2010年度のG1終了後も飯塚による襲撃は続き、その度にネクタイのみが残ったほぼ半裸の野上の姿が一部でお約束となっていた。2011年1月以降の野上は、青義軍メンバーから提供された青いTシャツを着用するようになる。その態度が癪に障ったのか、飯塚はそのTシャツまでも破りにかかった。
2011年は、飯塚のタッグパートナーで同じくCHAOS所属のヒール・矢野が野上を捕え、飯塚が服を裂いている最中に水を掛けるなど便乗するようになる。また、飯塚の襲撃から野上を救うべく、青義軍の井上亘や飯塚との遺恨が残る天山、果ては解説席の山崎一夫の介入など、より一層激しさが増した。9月19日の神戸大会では、山崎の背中越しに会場の椅子を投げつけ山崎の頭部から出血させている。
飯塚による一連の行動を見た解説の金澤克彦は、野上慎平が飯塚の「J・J・JACKS」時代におけるパートナー・野上彰の亡霊に見えているのではという推測を立てた。大阪尼崎大会での飯塚は、実況が同局アナウンサーの大西洋平だと気づくとすぐさまリングに向かったため、大西は「飯塚は見境なく実況アナを狙っているんでなく野上慎平アナを狙っているんだ」と実況している。だが2011年11月12日の大阪大会では、野上の先輩である同局アナウンサー・吉野真治が実況を担当したが、野上と勘違いした飯塚は吉野を実況席から引きずり落としている。その後、野上でないと気づいた飯塚はそれ以上の攻撃を加えずリングへと向かった。このとき襲撃にあった吉野は衣服が乱れる程度の被害に留まった。
野上と同じ席で解説を担った東京スポーツ記者の柴田惣一は、蝶野正洋との対談時「飯塚の野上アナ襲撃」について疑問を投げかけた。蝶野は自身が新日本所属時代に辻よしなり（当時テレビ朝日アナウンサー）を襲撃した過去に鑑み、「飯塚にとって野上君の実況はただの雑音にしか聞こえておらず、しかもその実況に不満を持っているからだと思う」と述べた。
武藤・小橋・矢野と共にプロレス大賞2011年度年間最優秀試合賞を受賞したが、2012年1月12日に行われた授賞式にて司会進行の野上を襲撃している。
2010年から勃発したと思われていた野上への襲撃は、2008年ごろから実は控え室でも起きていたとのちに判明した。
2012年になると野上への攻撃がさらにエスカレート。試合後に引きずりまわした野上を、選手控え室のシャワールームへ連行し、ずぶ濡れにさせたこともあった。
常に劣勢だった野上だが、飯塚の対戦選手に後押しされるかたちで二度反撃に転じている。一度目は2012年7月1日の新日本・全日本プロレス40周年記念合同興行における武藤・小島・天山組対飯塚・矢野・石井智宏組の試合後、武藤ら3人に押されて飯塚に串刺しラリアットを食らわせた。
二度目は2013年1月4日東京ドーム大会における曙・ストロングマン・MVP・中西学組対飯塚・矢野・高橋裕二郎・ボブ・サップ組の試合後、ストロングマンにホールドされた飯塚にラリアットを食らわせている。
2013年11月9日の大阪大会では、例によって半裸した野上に対し後ろ手に手錠をかけ青と白のスプレーでドラえもんの顔のようなペイントを施した（解説席の柴田記者は野上の姿を「ノガえもん」と形容している）。以降、ビッグマッチのたびにスプレーを駆使して様々な（しっかり形となっている）ボディペインティングを野上に行い、飯塚に残されたかすかなユーモアを垣間見せた。
2014年5月25日の横浜アリーナ大会以降、飯塚の鈴木軍移籍を境に野上との抗争はいったん終息。その後、2015年から2016年末まで鈴木軍の主戦場がプロレスリング・ノアに移ったことで一度終止符が打たれた。
2017年1月、鈴木軍が新日本に再参戦。1月27日の後楽園ホール大会にて実況席の野上を2年8ヶ月ぶりに襲撃した。その後は飯塚の試合を野上が実況する機会がなくなり、襲撃は行われていない。2月11日の大阪大会では飯塚がレポーター席にいた野上を発見したが、襲撃は行わなかった。
2019年2月21日の飯塚高史引退記念興行では、フリーアナウンサーの清野茂樹が当初実況を担当。その後メインイベントとなる飯塚の引退試合開始前に清野から野上へ交代した。飯塚の入場時、実況席の野上を確認するや真っ先に襲いかかり、野上がこの日のために用意した高級Yシャツと青義軍Tシャツを破り捨てた。野上は半裸のネクタイ姿で実況を続け、飯塚の引退を見送った。
上述した2024年東京ドーム大会におけるニュージャパンランボー終了後、放送席の野上を発見すると現役時代さながらに衣服を剥ぐなど5年ぶりの襲撃を行った。

## 得意技
ヒールターン以後は各種反則や場外乱闘、凶器攻撃、殴る、蹴るなど技らしい技はほぼ使用していない。
胴締めスリーパーホールド
ヒールターン以前から継続使用する唯一の技であるが、それでも使うことはほとんどない。
村上の一件から魔性のスリーパーとも呼ばれる。
ペディグリー
ヒールターン後に使用し始めた数少ない技と呼べるもの。
トリプルHのフォームに類似し、現在では繋ぎ技の扱いである。
地獄突き（アイアン・フィンガー・フロム・ヘル）
G・B・H加入時からの主要攻撃。代名詞となりつつある鉄製グローブをはめた地獄突き。
凶器攻撃の一種なので、基本的にレフェリーのブラインドを突いて行われ、発見された場合は即反則負けとなる。
当初、アイアンフィンガーの製作者は平田（マシン）であり、「飯塚の腕を機械に改造した」というギミックだったが、いつしか「飯塚専用の凶器を作成した」という事実に移り変わっている。
2009年のG1 CLIMAX以降は、さらに大きな「アイアン・フィンガー・フロム・ヘル2号」を使用しているが、2号と呼称することはなく、アイアンフィンガー・フロム・ヘル自体が技名として実況されるなど、うやむやとなっている。
#引退の節と重複するが、引退後はタイチがアイアンフィンガーを所持している。
2021年上旬、アイアンフィンガーを巡る争いがタイチとタマ・トンガの間で勃発。両陣営やIWGPタッグ王座をも巻き込み激化するなか、見かねた菅林直樹会長が4月の両国大会にて没収。5月のレスリングどんたく初日に封印権をかけたアイアンフィンガーフロムヘル争奪ラダーマッチを行い、勝者となったタイチの手に戻り封印された。
噛みつき
2017年下期ごろから多用している。相手の頭部やリングリューズに至るまであらゆる箇所に噛みつき、レフェリーが何度も反則カウントを取る光景がよく見られる。
バッドラック・ファレのグラネードを回避すべくファレの手に噛みついている。
2018年下期ごろより、口にマスク（口枷）を装着して入場した。これにより試合序盤は噛みつきが封印され、中盤以降にパートナーやセコンドがマスクを外す事で噛みつきを解禁するというギミックを行っている。
過去には鉄製のマウスピース（アイアンティース・フロム・ヘル）を使用することもあったがアイアンフィンガー・フロム・ヘルと比較し使用頻度・認知度ともに低く、いつしか使用されなくなった。
首絞め
リングアナウンサーのマイクコードやタイツに隠し持っていたタッチロープによる首締めなどがある。
近年では狂乱の度合を増し、対戦相手を締めた後に飯塚自身の首を絞めることもある。
マンハッタンドロップ
飯塚が試合を構成するうえで多用する技。数少ない技らしい技の一つでもあるが、相手の股間を痛めつける一手として使用。

### 過去の得意技
ヒールターン以前は、サンボ仕込みのスープレックスやサブミッションを得意とし、村上との抗争で再び注目を浴びはじめる前後から、特にグラウンド重視の試合展開となった。また、新日本プロレスの道場長を務めた経験からドロップキックなどの基本的な技のフォームにも定評があった。
ブリザードスープレックス
サンボ修行で会得した裏投げとフィッシャーマンズスープレックスを併せたオリジナル・ホールド。
のちに投げっぱなし式をブリザードの名称で使用しはじめ、徐々にこちらがメインとなった。
技名は飯塚の出身地である北海道に由来し、開発当時のリングアナウンサー田中秀和が命名。
ヒールターン初期にも稀に使用したほか、引退試合ではオカダに対して仕掛ける体勢に入ったが、回避され未遂に終わっている。
裏投げ
サンボ修行で会得した技。この技をヒントに上記のブリザードを開発した。
ブリザード開発後も並行して使用したが、この技の第一人者（プロレス技として）である馳から「横にひっくり返しているだけ」と度々酷評されていた。
ビクトル式膝十字固め
サンボで会得したサブミッションの一つ。通常式も得意とした。
ともにサンボ修行をした馳の当時の義父、サンボの第一人者であるビクトル古賀に由来する。
飛びつき式膝十字固め
サンボで会得したサブミッションの一つ。走り込んで仕掛けることもあった。
膝固め
山崎から受け継ぐ形で一時期使用していた。
アンクルホールド
スリーパーホールドに変わるフィニッシュ・ホールドとして使用しはじめたが、定着にはいたっていない。
ヒールターン以後もごくまれに見せる。
飛びつき式腕ひしぎ十字固め
いわゆる正面跳び式（跳びつき式）を使用。通常式も得意とした。
ラリアットに対するカウンターとしても使用された。
首極め膝十字固め
若手時代に使用したフィニッシュ・ホールド。のちに西村修が使用しはじめ徐々に披露しなくなった。
飯塚スペシャル∞（むげん）
一度も使用されていない正体不明の幻の技。
「出せば勝てる」とのことだが、使用するつもりはないと語っている。
パワーボム

## 入場テーマ曲
- against rules

ヒール転向後の飯塚の入場テーマ曲。2008年5月 - 2019年2月引退まで使用。
G・B・Hに所属していた際には、前奏部分にtrick・ster（G・B・Hのテーマ曲）を入れたヴァージョンを使用していた。
- TERRIBLE AIR。2000年4月 - 2008年4月
- GO STRAIGHT。1992年3月 - 2000年4月
- AFTER THE WAR。1989年7月 - 1991年5月

## タイトル歴
新日本プロレス
- IWGPタッグ王座：3回（第10代、第27代、第59代）

パートナーは長州力、山崎一夫、矢野通。
- G1 TAG LEAGUE 優勝（2000年）

パートナーは永田裕志。
プロレスリング・ノア
- GHCタッグ王座：1回（第28代）

パートナーは矢野通。
プロレス大賞
- 2000年度プロレス大賞 技能賞
- 2011年度プロレス大賞 年間最高試合賞（8月27日、ALL TOGETHER日本武道館大会、矢野通、飯塚高史VS武藤敬司、小橋建太）

## ミュージックビデオ出演
- ももいろクローバーZ「ザ・ゴールデン・ヒストリー」（2016年9月7日）[28]